# Khandaan (1965)
Khandaan (Urdu: خاندان) ist ein Hindi-Film von A. Bhimsingh aus dem Jahr 1965 mit Nutan und Sunil Dutt in den Hauptrollen.

## Handlung
Jeevendas Lal lebt in einem großen Haushalt, indem es ständig Streitigkeiten gibt, die von seiner schlechtgelaunten Ehefrau Bhagvanti verursacht werden. Grund dafür ist der seit seiner Kindheit halbseitig gelähmte Govind, Jeevendas’ Neffe, der von seiner Tante gehasst wird. Nur Govinds jüngerer Bruder Shyam, der in der Stadt studiert, kann sie leiden. Deren Vater Shankar Lal, Jeevendas’ Bruder, und die Mutter Parvati lassen Govind aber nie spüren, dass er unter einer Behinderung leidet.
Eines Tages kommen Bhagvantis Neffe Navrangi und ihre Nichte Neelima aus Singapur zu Besuch. Als Shyam heimkehrt versuchen sie mit Bhagvantis Hilfe ihn mit Neelima zu verkuppeln, um ihn anschließend gegen seine eigene Familie zu hetzen. Ihnen passt deshalb nicht, dass nun auch Govind eine Frau gefunden hat. Sie heißt Radha und da sie eine Waise ist, haben Govinds Eltern sie als Dienstmädchen ins Haus aufgenommen.
Für Bhagwanti, Navrangi und Neelima ist es beschämend, dass ein Dienstmädchen in die Familie eintritt. Deshalb sorgt Bhagvanti dafür die Familien zu trennen. Sogar eine Wand wird als unüberschreitbare Grenze im Haus gebaut.
Es finden zwei Hochzeiten statt, die jeweils im eigenen Familienkreis gefeiert werden, auch wenn Jeevendas und Shankar es nie so gewollt haben. Bald darauf erwarten Radha und Neelima ihr erstes Kind. Während Radha einen gesunden Jungen gebärt, ist Neelimas Kind am Arm gelähmt.
Derweil steigt Navrangi ins Showgeschäft ein. Doch als Sati und Jati, die zwei Attraktionen, mit dem Geld abhauen, braucht Navrangi eine neue Attraktion und stiehlt Radhas Kind, um es mit einem Elefanten auftreten zu lassen. Govind will seinem Kind zu Hilfe kommen und gerät mit Strom in Kontakt, wobei er anschließend seinen Arm und Bein wieder bewegen kann. Als Bhagvanti von Navrangi Aktion erfährt, schämt sie sich für ihren Neffen. Navrangi wird verhaftet und Bhagvanti selbst zerstört die Wand im Haus, um die Familie wieder zu vereinen.

## Musik
| Songtitel                  | Sänger/in                    |
| -------------------------- | ---------------------------- |
| Badi Der Bhayi Nandlaala   | Mohammad Rafi, Chor          |
| Kal Chaman Tha             | Mohammad Rafi                |
| Neel Gagan Par Udte Baadal | Mohammad Rafi, Asha Bhosle   |
| Meri Mitti Mein Mil Gayi   | Asha Bhosle, Usha Mangeshkar |
| Tumhi Mere Mandir          | Lata Mangeshkar              |
| O Ballo Sochke             | Mohammad Rafi, Asha Bhosle   |
| Aa Dance Karen             | Mohammad Rafi, Asha Bhosle   |
| Main Sunaata Hoon          | Mohammad Rafi                |

## Auszeichnungen
Filmfare Award 1966
- Filmfare Award/Bester Hauptdarsteller an Sunil Dutt
- Filmfare Award/Beste Musik an Ravi
- Filmfare Award/Bester Liedtext an Rajendra Krishan
- Filmfare Award/Beste Playbacksängerin an Lata Mangeshkar